# Crescent (Iowa)
Crescent es una ciudad situada en el condado de Pottawattamie, en el estado de Iowa, Estados Unidos. Según el censo de 2010 tenía una población de 617 habitantes.

## Geografía
Según la Oficina del Censo de los Estados Unidos, la localidad tiene un área total de 2,83 km², de los cuales 2,82 km² corresponden a tierra firme y el restante 0,01 km² a agua, que representa el 0,35% de la superficie total de la localidad.

## Demografía
Según el censo de 2010, había 617 personas residiendo en la localidad. La densidad de población era de 218,02 hab./km². Había 241 viviendas con una densidad media de 85,16 viviendas/km². El 98,38% de los habitantes eran blancos, el 0,16% amerindios, el 0,16% de otras razas, y el 1,3% pertenecía a dos o más razas. El 1,78% de la población eran hispanos o latinos de cualquier raza.